# George Smoot
George Fitzgerald Smoot (Yukon (Florida), 20 februari 1945) is een Amerikaanse hoogleraar natuurkunde aan de Universiteit van Californië in Berkeley. Hij won in 2006 de Nobelprijs voor de Natuurkunde samen met John Mather "voor hun ontdekking van de zwartelichaamsvorm en de anisotropie van de kosmische achtergrondstraling" met de COBE (COsmic Background Explorer) satelliet.

## Biografie
Na het afronden van zijn opleiding aan de Upper Arlington High School ging Smoot in 1962 naar het Massachusetts Institute of Technology (MIT). In 1966 behaalde hij er een bachelor in zowel wis- als natuurkunde en in 1970 promoveerde hij er in de deeltjesfysica.
Vervolgens richtte Smoot zich op de kosmologie. Bij het Lawrence Berkeley National Laboratory werkte hij samen Luis Alvarez aan de HAPPE (High Altitude Particle Physics Experiment). Dit was een stratosfeer weerballon ontwikkeld voor het detecteren van antimaterie in de bovenste laag van de atmosfeer. De aanwezigheid ervan was voorspeld door de nu obscure steady-statetheorie van de kosmologie.
Na de ontdekking ervan in 1964 door Arno Allan Penzias en Robert Woodrow Wilson richtte Smoot zijn aandacht op de kosmische microgolfachtergrondstraling. Hierdoor lijkt het alsof de ruimte warmte uitstraalt met een temperatuur van circa 2,7 kelvin.
Om nader onderzoek te doen naar deze kosmische achtergrondstraling werd door NASA op 18 november 1989 de COBE-satelliet gelanceerd. Na meer dan twee jaar van observatie en analyse maakte het COBE-onderzoeksteam op 23 april 1992 bekend dat de satelliet minuscule temperatuurfluctuaties had gedetecteerd. Deze rimpelingen in temperatuur, anisotropie genoemd, waren van groot belang voor de astronomie omdat ze een afdruk vormen voor de tijd kort na de oerknal. Deze variaties in temperatuur waren een belangrijke aanwijzing voor de allereerste klonteringen van materie in het universum. Stephen Hawking noemde het "de ontdekking van de eeuw, dan wel van alle tijden".
Sinds 1994 is Smoot hoogleraar natuurkunde aan de Universiteit van Californië - Berkeley. Naast de Nobelprijs voor de Natuurkunde in 2006 werd Smoot eerder al onderscheiden met de Ernest Orlando Lawrence Award (1994) en de Albert Einsteinmedaille (2003).

## Televisieoptreden
- Op 3 september 2009 werd de 17e episode van het tweede seizoen van The Big Bang Theory uitgezonden, waarin Smoot een kleine gastrol als zichzelf speelde.
- Op 18 september 2009 verscheen Smoot als finalist in de laatste aflevering van de Fox-televisiequiz "Are You Smarter Than a 5th Grader?". Hierin bereikte hij de finalevraag, "Welke Amerikaanse staat huisvest het Acadia National Park?" waarop hij het correcte antwoord gaf: "Maine". Hij werd hiermee de tweede persoon die een miljoen dollar prijsgeld won.[1]